# Channel Zero
Channel Zero – amerykański serial (dramat fantasy, horror, thriller, antologia) wyprodukowany przez Universal Cable Productions, którego twórcą jest Nick Antosca. Serial był emitowany od 2016 do 2018 roku przez SyFy.
18 listopada 2015 roku stacja SyFy ogłosiła zamówienie 2. sezonu The No-End House. 9 lutego 2017 roku stacja SyFy przedłużyła serial o 3. i 4. sezon. 16 stycznia 2019 roku stacja SyFy ogłosiła zakończenie produkcji serialu po czterech sezonach.

## Fabuła
Każdy sezon jest oddzielną całością, poszczególne serie nie są związane ani postaciami, ani linią fabularną.

### Candle Cove (2016)
Mike Painter, psycholog dziecięcy, wraca do swojego rodzinnego miasta, aby rozwiązać tajemnicę zniknięcia swojego brata bliźniaka i wielu innych dzieci w 1988 roku. 
Mike odkrywa, że jest to ściśle powiązane z tajemniczym programem telewizyjnym.

### The No-End House (2017)
Margot Sleator odwiedza No-End House, dom grozy, którego pokoje są dziwne i tajemnicze. Po powrocie do domu Margot zauważa, że wszystko się zmieniło.

### Butcher’s Block (2018)
Alice przeprowadza się do małego miasteczka, gdzie znikają tajemniczo ludzie. Krąży plotka ze związane jest to z dziwnymi schodami. Alice i jej siostra odkrywają, że coś poluje na ludzi.

## Obsada

### Candle Cove (2016)
- Paul Schneider jako Mike Painter[6]
- Fiona Shaw jako Marla Painter
- Natalie Brown jako Jessica Yolen[6]
- Shaun Benson jako Gary Yolen[6]
- Luisa D’Oliveira jako Amy Welch[6]

### The No-End House(2017)
- Amy Forsyth jako Margot Sleator[7]
- Jeff Ward jako Seth[8]
- John Carroll Lynch jako John Sleator, ojciec Margot[9]
- Aisha Dee jako Jules[10]
- Kyla Kane jako Allison Koja
- Seamus Patterson jako J.D.

### Butcher’s Block (2018)
- Olivia Luccardi jako Alice Woods[11]
- Holland Roden jako Zoe Woods[11]
- Rutger Hauer jako Joseph Peach[11]
- Brandon Scott jako Luke Vanczyk[11]
- Krisha Fairchild jako Louise Lispector[11]

### The Dream Door (2018)
- Brandon Scott jako Tom Hodgson[12]
- Maria Sten jako Jillian Hope Hodgson[12]
- Steven Robertson jako Ian[12]
- Steven Weber jako Abel Carnacki[12]

## Odcinki
| Sezon | Sezon | Odcinki | Oryginalna emisja SyFy | Oryginalna emisja SyFy | Oryginalna emisja Showmax | Oryginalna emisja Showmax | Oryginalna emisja Showmax |
| Sezon | Sezon | Odcinki | Premiera sezonu        | Finał sezonu           | Premiera sezonu           | Finał sezonu              |                           |
| ----- | ----- | ------- | ---------------------- | ---------------------- | ------------------------- | ------------------------- | ------------------------- |
|       | 1     | 6       | 11 października 2016   | 15 listopada 2016      | —                         | —                         |                           |
|       | 2     | 6       | 20 września 2017       | 25 października 2017   | —                         | —                         |                           |
|       | 3     | 6       | 7 lutego 2018          | 14 marca 2018          | —                         | —                         |                           |
|       | 4     | 6       | 26 października 2018   | 31 października 2018   | —                         | —                         |                           |

### Candle Cove (2016)
| nr | # | Tytuł                       | Reżyseria              | Scenariusz                    | Premiera             | Premiera     |
| -- | - | --------------------------- | ---------------------- | ----------------------------- | -------------------- | ------------ |
| 1  | 1 | You Have to Go Inside       | Craig William Macneill | Nick Antosca                  | 11 października 2016 | nieemitowany |
| 2  | 2 | I'll Hold Your Han          | Craig William Macneill | Nick Antosca, Don Mancini     | 18 października 2016 | nieemitowany |
| 3  | 3 | Want to See Something Cool? | Craig William Macneill | Harley Peyton                 | 25 października 2016 | nieemitowany |
| 4  | 4 | A Strange Vessel            | Craig William Macneill | Erica Saleh                   | 1 listopada 2016     | nieemitowany |
| 5  | 5 | Guest of Honor              | Craig William Macneill | Katie Gruel, Mallory Westfall | 8 listopada 2016     | nieemitowany |
| 6  | 6 | Welcome Home                | Craig William Macneill | Don Mancini, Harley Peyton    | 15 listopada 2016    | nieemitowany |

### No-End House (2017)
| nr | # | Tytuł                | Reżyseria   | Scenariusz                      | Premiera             | Premiera     |
| -- | - | -------------------- | ----------- | ------------------------------- | -------------------- | ------------ |
| 7  | 1 | This Isn't Real      | Steven Piet | Nick Antosca                    | 20 września 2017     | nieemitowany |
| 8  | 2 | Nice Neighborhood    | Steven Piet | Harley Peyton, Mallory Westfall | 27 września 2017     | nieemitowany |
| 9  | 3 | Beware the Cannibals | Steven Piet | Don Mancini, Erica Saleh        | 4 października 2017  | nieemitowany |
| 10 | 4 | The Exit             | Steven Piet | Nick Antosca, Katie Gruel       | 11 października 2017 | nieemitowany |
| 11 | 5 | The Damage           | Steven Piet | Harley Peyton, Lisa Long        | 18 października 2017 | 2017         |
| 12 | 6 | The Hollow Gir       | Steven Piet | Nick Antosca, Angel Varak-Iglar | 25 października 2017 | 2017         |

### Butcher’s Block (2018)
| nr | # | Tytuł                  | Reżyseria         | Scenariusz                                         | Premiera       | Premiera |
| -- | - | ---------------------- | ----------------- | -------------------------------------------------- | -------------- | -------- |
| 13 | 1 | Insidious Onset        | Arkasha Stevenson | Nick Antosca                                       | 7 lutego 2018  |          |
| 14 | 2 | Father Time            | Arkasha Stevenson | Harley Peyton, Mallory Westfall, Angel Varak-Iglar | 14 lutego 2018 |          |
| 15 | 3 | All You Ghost Mice     | Arkasha Stevenson | Angela LaManna , Justin Boyd, Nick Antosca         | 21 lutego 2018 |          |
| 16 | 4 | Alice in Slaughterland | Arkasha Stevenson | Harley Peyton                                      | 28 lutego 2018 |          |
| 17 | 5 | The Red Door           | Arkasha Stevenson | Nick Antosca, Justin Boyd, Mallory Westfall        | 7 marca 2018   |          |
| 18 | 6 | Sacrifice Zone         | Arkasha Stevenson | Nick Antosca, Harley Peyton, Angela LaManna        | 14 marca 2018  |          |

### The Dream Door (2018)
| nr | # | Tytuł                          | Reżyseria  | Scenariusz                           | Premiera             | Premiera |
| -- | - | ------------------------------ | ---------- | ------------------------------------ | -------------------- | -------- |
| 19 | 1 | Ashes On My Pillow             | E. L. Katz | Nick Antosca                         | 26 października 2018 |          |
| 20 | 2 | Where Did You Sleep Last Night | E. L. Katz | Alexandra Pechman, Nick Antosca      | 27 października 2018 |          |
| 21 | 3 | Love Hurts                     | E. L. Katz | Lenore Zion, Lisa Long               | 28 października 2018 |          |
| 22 | 4 | Bizarre Love Triangle          | E. L. Katz | Mallory Westfall, Isabella Gutierrez | 29 października 2018 |          |
| 23 | 5 | You Belong To Me               | E. L. Katz | Justin Boyd, Angel Varak-Iglar       | 30 października 2018 |          |
| 24 | 6 | Two of Us                      | E. L. Katz | Nick Antosca, Mallory Westfall       | 31 października 2018 |          |

## Produkcja
30 czerwca 2016 roku ogłoszono, że Paul Schneider, Natalie Brown, Shaun Benson oraz Luisa D’Oliveira dołączyli do obsady pierwszego sezonu serialu. 17 sierpnia 2016 roku Amy Forsyth dołączyła do drugiego sezonu serialu. 27 września 2016 roku ogłoszono, że Jeff Ward zagra w "The No-End House" 3 października 2016 roku John Carroll Lynch znany z serialu Anatomia prawdy dołączył do drugiego sezonu. Aisha Dee dołączyła do obsady.
Pod koniec października 2017 roku ogłoszono obsadę 3. sezonu serialu, do której dołączyli: Olivia Luccardi jako Alice Woods, Holland Roden jako Zoe Woods, Rutger Hauer jako Joseph Peach, Brandon Scott jako Luke Vanczyk oraz Krisha Fairchild jako Louise Lispector.
Na początku maja 2018 roku ogłoszono, że 4. sezon będzie miał tytuł The Dream Door, do którego dołączyli: Brandon Scott jako Tom Hodgson, Maria Sten jako Jillian Hope Hodgson, Steven Robertson jako Ian oraz Steven Weber jako Abel Carnacki.